# Thomas Klein (Fußballspieler, 1965)
Thomas Klein (* 23. April 1965) ist ein ehemaliger deutscher Fußballspieler.

## Karriere
Klein wuchs als eines von neun Geschwistern im westpfälzischen Niederkirchen auf. Einer seiner Brüder ist der ehemalige Bundesligaspieler Volker Klein, der in Thomas Kleins Kindesalter bereits in der Bundesliga spielte. Thomas erhielt seine erste fußballerische Ausbildung beim westpfälzischen Amateurverein SV Niederkirchen. Der talentierte Nachwuchsspieler fiel bei einem Sichtungstraining Ernst Diehl auf, der zu der Zeit Nachwuchstrainer beim 1. FC Kaiserslautern war. Klein wechselte zunächst zur B2-Jugend des 1. FCK, durchlief dann aber auch die B1- und die A-Jugendmannschaft des damaligen Bundesligisten. Dem Nachwuchsbereich entwachsen, lehnte Klein das Angebot ab, bei den FCK-Amateuren weiterzuspielen. Stattdessen wechselte er 1983 zum damaligen Verbandsligisten FK Clausen. Dort agierte Klein zwei Spielzeiten und wechselte dann zum pfälzischen Verbandsligisten VfL Neustadt, wo auch sein Bruder Jürgen spielte. Trainiert wurde die Mannschaft damals von Hans-Günter Neues. Unterbrochen wurde Kleins Fußballkarriere vom Wehrdienst, der dafür sorgte, das Klein zunächst nur noch als Freizeitkicker agierte. Zusammen mit Bruder Jürgen ging er 1986 zurück zum Heimatverein SV Niederkirchen und spielte anfangs in der B-Klasse. Mit den Klein-Brüdern stiegen die Westpfälzer zweimal hintereinander bis in die Bezirksliga auf. Im Sommer 1988 meldete sich Ex-Trainer Neues, der den Westpfälzer zum frisch in die Oberliga aufgestiegenen SV Edenkoben lotste. In der nachfolgenden, drittklassigen Oberligasaison 1988/98 gelang den Vorderpfälzern sensationell die Meisterschaft mit Klein als Torschützenkönig und damit die Qualifikation für die Aufstiegsspiele zur 2. Bundesliga. Verletzungsbedingt war Klein aber bei den Aufstiegsspielen nicht im Vollbesitz seiner Kräfte und konnte seine Stürmerqualitäten nicht unter Beweis stellen. Der SV Edenkoben verpasste den Zweitligaaufstieg, aber für Klein hatte sich diese Saison gelohnt, er erhielt einen Vertrag Bundesligisten 1. FC Nürnberg. Beim Club verstärkte er ab der Saison 1989/89 das Team von Trainer Hermann Gerland. Im Sturm lief er neben Souleyman Sané, Frank Türr und Christian Hausmann auf. Sein Debüt gab er am 1. Spieltag bei der 3:2-Auswärtsniederlage beim FC Bayern München, in der Saison absolvierte er zehn weitere Spiele. Sein erstes Tor erzielte er am 33. Spieltag, er erzielte den Endstand von 1:1 gegen Bayer Uerdingen. In der nächsten Spielzeit kam er in der Hinrunde auf nur einen Einsatz und ließ sich in der Winterpause zum damaligen Zweitligisten FC 08 Homburg ausleihen, für den er verletzungsbedingt aber auch nur zwei Spiele im Profibereich bestritt. Nach einem Knorpelschaden im Knie ließ sich Klein ab der Saison 1990/91 reamateurisieren und spielte danach zunächst eine Saison bei Türkiyemspor Berlin, von 1991 bis 1993 zwei Spielzeiten für die SpVgg Bayreuth und von 1993 bis 1994 für den VfR Mannheim. Danach zog es den Westpfälzer wieder in heimatnahere Gefilde. Der SC Hauenstein in der Saison 1994/95 und der VfL Grünstadt in der Saison 1995/96 waren die nächsten Stationen.